# Standing on the Edge
Standing on the Edge es un álbum de estudio de la banda de rock estadounidense Cheap Trick, lanzado en 1985 y producido por Jack Douglas, quien había sido el productor del álbum debut de la agrupación en 1977.

## Lista de canciones
1. "Little Sister" (Nielsen) – 3:55
2. "Tonight It's You" (Nielsen/Zander/Brant/Radice) – 4:47
3. "She's Got Motion" (Nielsen/Radice) – 3:17
4. "Love Comes" (Zander/Nielsen) – 4:40
5. "How About You" (Zander/Nielsen/Radice) – 3:00
6. "Standing on the Edge" (Nielsen/Zander/Radice) – 4:44
7. "This Time Around" (Zander/Nielsen/Brant/Radice) – 4:33
8. "Rock All Night" (Nielsen/Zander/Carlos/Radice) – 2:51
9. "Cover Girl" (Nielsen/Radice) – 3:41
10. "Wild Wild Women" (Nielsen/Zander/Carlos/Radice) – 4:16

### Sencillos
- (1985) "Tonight It's You/Wild Wild Women" - #44 EE. UU., #8 EE. UU. Mainstream Rock
- (1985) "Little Sister"
- (1985) "How About You"

## Personal
- Robin Zander - voz, guitarra
- Rick Nielsen - guitarra, coros
- Jon Brant - bajo, coros
- Bun E. Carlos - batería